# Aldan (řeka)
Aldan (rusky Алдан) je sibiřská řeka v Jakutsku v Ruské federaci. Aldan je nejvodnějším a druhým nejdelším přítokem Leny. Ze všech jejích přítoků má největší povodí. Jeho délka je 2273 kilometrů. Povodí má rozlohu 729 000 km².

## Průběh toku
Aldan pramení na severních svazích Stanového pohoří východně od Sredina Aldana. Protéká Aldanskou plošinou v kamenitém korytě s peřejemi. Míjí ze západu a severovýchodu město Aldan (kolem 70 km), protéká Tommotem. U Usť-Timptonu přibírá zprava řeku Timpton, která odvodňuje část Aldanské plošiny a severozápadní svahy Aldano-učurského hřbetu. Od osady Ugun míří k osadě Čagda, kde přibírá zprava vody řeky Učury, přitékající z jihu a odvodňující severní svahy východní části Stanového pohoří a jihozápadní části pohoří Džugdžur. V těchto místech teče nejprve v široké dolině, která se místy zužuje a pokračuje klidně mezihorskou rovinou, kde se v úvalu nachází mnoho jezer. Dále se řeka stáčí k severovýchodu k Usť-Mile a u Usť-Maje, kde přibírá Aldan vody řeky Maja, která odvodňuje Judomomajskou plošinu a pohoří Džugdžur. Judoma, pravý přítok Maji, přivádí své vody až z jihu Verchojanského pohoří. Za Eľdikanem se Aldan stáčí k severu, za Chandyganem se stáčí k severozápadu až západu, přibírá vody řeky Amgy, přitékající z jihozápadu. Na dolním toku přibírá poměrně kratší přítoky z Verchojanského pohoří, které leží severněji. Na dolním toku se tok člení na množství ramen. Před ústím do Leny se do Aldanu vlévá zprava řeka Tumara. Ústí zprava do Leny u Usť-Aldanu ve Středojakutské nížině. Celé povodí se nachází v oblasti věčně zmrzlé půdy a mělce uložených základních krystalických hornin.

### Přítoky
- zprava – Timpton, Učur, Maja, Allach Juň, Tumara
- zleva – Amga, Amediči

## Vodní režim
Zdrojem vody jsou sněhové a dešťové srážky. Průměrný průtok v ústí činí 5060 m³/s, což je jen o 20% méně než Lena v místě soutoku. Charakteristická jsou zvětšení průtoku od května do července s vzestupem vodní hladiny 7 až 10 m a průtok dosahuje 38 000 až 48 000 m³/s. V srpnu a září dochází k povodním. V zimě je průtok velmi malý a činí pouhá 4% ročního, když v únoru až dubnu dosahuje maximálně 230 až 300 m³/s. Zamrzá na dolním toku přibližně na 7 měsíců od konce října do května. Voda má charakter hydrouhličitanovo-vápenatý s maximem obsahu rozpuštěných solí do 0,3 g/l v zimě.

## Využití
Vodní doprava je možná do přístavu Tommot v délce 1600 km. Řeka má velký význam pro vývoz produkce těžebního průmyslu a dovoz potravin a průmyslových nákladů. Povodí je známé těžbou zlata, kamenného uhlí, slídy a nálezy kambrijských fosílií. Hlavní přístavy jsou Tommot, Usť-Maja a Chandyta. V řece žije mnoho jeseterů velkých a malých. Podrobný hydrografický průzkum byl proveden v letech 1918 až 1926.